# Ginástica artística nos Jogos Europeus de 2015 - Barras paralelas
A competição das barras paralelas foi um dos eventos da ginástica artística nos Jogos Europeus de 2015, em Baku, no Azerbaijão. Foi disputada na Arena Nacional de Ginástica entre os dias 15 e 20 de junho.

## Calendário
Horário de verão do Azerbaijão (UTC+5).
| Data        | Horário | Fase         |
| ----------- | ------- | ------------ |
| 15 de junho |         | Qualificação |
| 20 de junho | 18:52   | Final        |

## Medalhistas
| Ouro   | AZE Oleg Stepko      |
| Prata  | RUS David Belyavskiy |
| Bronze | ROU Marius Berbecar  |

## Resultado

### Qualificação
O resultado da qualificação foi o seguinte.
| Posição | Ginasta               | Dif.  | Exe.  | Pen. | Total  | Qual. |
| ------- | --------------------- | ----- | ----- | ---- | ------ | ----- |
| 1       | UKR Oleg Verniaiev    | 6.900 | 8.766 |      | 15.666 | Q     |
| 2       | ROU Marius Berbecar   | 6.700 | 8.933 |      | 15.633 | Q     |
| 3       | RUS David Belyavskiy  | 6.600 | 9.000 |      | 15.600 | Q     |
| 4       | AZE Oleg Stepko       | 6.800 | 8.766 |      | 15.566 | Q     |
| 5       | TUR Ferhat Arıcan     | 6.600 | 8.766 |      | 15.366 | Q     |
| 6       | AZE Petro Pakhnyuk    | 6.800 | 8.466 |      | 15.266 |       |
| 7       | RUS Nikolai Kuksenkov | 6.600 | 8.566 |      | 15.166 |       |
| 8       | RUS Nikita Ignatyev   | 6.800 | 8.333 |      | 15.133 |       |
| 9       | FRA Axel Augis        | 6.300 | 8.800 |      | 15.100 | Q     |
| 10      | ESP Néstor Abad       | 6.400 | 8.666 |      | 15.066 | R1    |
| 10      | GER Sebastian Krimmer | 6.400 | 8.666 |      | 15.066 | R2    |
| 12      | ROU Vlad Cotuna       | 6.600 | 8.466 |      | 15.066 |       |
| 13      | GBR Brinn Bevan       | 6.200 | 8.600 |      | 14.800 | R3    |

### Final
O resultado final foi o seguinte.
| Posição           | Ginasta              | Dif.  | Exe.  | Pen. | Total  |
| ----------------- | -------------------- | ----- | ----- | ---- | ------ |
| Medalha de ouro   | AZE Oleg Stepko      | 6.800 | 8.933 |      | 15.733 |
| Medalha de prata  | RUS David Belyavskiy | 6.600 | 9.100 |      | 15.700 |
| Medalha de bronze | ROU Marius Berbecar  | 6.700 | 8.900 |      | 15.600 |
| 4                 | FRA Axel Augis       | 6.700 | 8.300 |      | 15.000 |
| 5                 | UKR Oleg Verniaiev   | 6.500 | 8.133 |      | 14.633 |
| 6                 | TUR Ferhat Arıcan    | 6.200 | 8.100 |      | 14.300 |